# Identità di genere in Thailandia
All'interno della società e cultura tradizionale thailandese si possono trovare diversi ruoli di genere, oltre a variegate identità e indicatori riguardanti la mascolinità e femminilità.

## Identità Tom-Dee
Con l'appellativo di "Tom" è definita e identificata una donna che si veste, si comporta e ha un modo di esprimersi esageratamente maschile; non necessariamente deve trattarsi di una lesbica, ma come tale viene facilmente percepita dagli altri. Le donne "Tom" portano i capelli tagliati corti, a caschetto o alla maschietta, una notevole deviazione rispetto al senso del gusto comune che giudica i capelli lunghi come uno dei segni principali di bellezza femminile.
 Solitamente poi le donne indossano lunghe gonne e in molti uffici governativi ciò risulta essere obbligatorio, mentre sono vietati tute e pantaloni per le donne; l'abbigliamento delle Tom invece è composto da pantaloni, sandali e camicia maschile. Usa esprimersi infine usando parafrasi e terminologie da uomo particolarmente grezze.
"Dee" è una donna omosessuale o bisessuale che segue invece molto fedelmente le norme di genere verso l'esterno; una Dee si veste, si comporta e parla in modo tale da favorire il riconoscimento in lei della tipicità femminile. L'unica differenza tra le Dee e tutte le altre donne è che cercano d'impegnarsi in relazioni sessuali con le Tom.

### Tom e Dee nella società
Le manifestazioni pubbliche di affetto tra maschi e femmine vengono fortemente disapprovate e stigmatizzate all'interno della cultura Thai; mentre tenersi per mano, abbracciarsi e baciarsi tra individui dello stesso sesso è considerato un po' come la norma. In tal modo un eventuale effettivo rapporto amoroso tra le Tom e le Dee può rimanere del tutto invisibile agli occhi del mondo.
Il 94,6% dei cittadini thailandesi seguono il Buddhismo  e l'alta accettazione sociale è dovuta in parte anche a ciò; la natura della cultura buddhista attribuisce un grande valore al concetto di tolleranza: la credenza nel Karma porta inoltre alla convinzione che le minoranze sessuali siano il risultato di eventuali errori e/o trasgressioni commesse durante le vite passate di quegli individui (così come accade anche per le donne stesse, i poveri o quelli che nascono con malformazioni o malattie genetiche ereditarie), meritando in ultima analisi comprensione piuttosto che biasimo.

## Kathoey e Ladyboys
È abbastanza comune al giorno d'oggi che le persone transgender o transessuali vengano messe in diretta correlazione con la Thailandia (fenomeno per cui sta diventando sempre più famosa), avendo molti turisti trasformato quelle nuove "belle donne" in una sorta di icona.
Col termine Ladyboys ci si riferisce genericamente a un uomo che si veste, si comporta e parla come una donna, assumendo in tutto e per tutto un'identità femminile, fino a svolgere un ruolo sociale da donna. Anche se il termine è spesso stato tradotto come transgender, quest'ultima è una parola usata solo molto raramente in Thailandia; viene invece usato il termine Kathoey il quale però si riferisce specificamente al transessuale o comunque a colui che appartiene alla vasta definizione di intersessualità.
 In questi ultimi anni è diventato sempre più ampio il numero di coloro che scelgono di usare per l'appunto la parola inglese Ladyboys, così da evitare la confusione e distinguere la Kathoey-Trans dal maschio omosessuale che assuma per sé - temporaneamente o stabilmente - un'identità femminile.
Può essere inteso anche come un insulto in certi casi e occasioni, soprattutto per coloro che stanno cercando di cambiare completamente la propria identità di genere da maschile a femminile; in senso più vago e ampio lo si può usare per riferirsi all'effeminato o comunque a qualsiasi maschio che abbia qualità femminee.

### Accettazione nei confronti di Kathoey e Ladyboys
Sia i Ladyboys sia le Kathoey vengono accettati universalmente in tutti gli strati della società, non solo nelle grandi città ma anche nelle campagne e nelle zone più interne e isolate del paese; anche se poi in molti casi non si è facilmente disposti ad accettare che Ladyboys e Kathoey manifestino liberamente la propria condizione di vita in pubblico.
 Il buddhismo theravada, in particolare quello di matrice thailandese, non considera in alcun modo l'omosessualità come un "peccato" e non ha divieti specifici per quanto riguarda lo stile di vita e l'identità da adottare.
Sebbene le Kathoey siano state sempre parte, integrante ma distinta, della società, tuttavia non hanno mai raggiunto un vero e proprio status di uguaglianza rispetto a tutti gli altri cittadini; vi sono ancora molte restrizioni che le provengono dall'identità che ha assunto, differente da quella del proprio sesso di appartenenza per nascita: non possono ad esempio sposarsi, non essendo in grado di cambiare ufficialmente genere sui documenti ufficiali che le riguardano.

### Kathoey e Ladyboys nella società
Anche se le Kathoey hanno goduto di un certo prestigio in passato, ancora al giorno d'oggi vengono a incontrare varie difficoltà nella loro esistenza quotidiana. Molte hanno trovato il successo entrando nel mondo dello spettacolo o della moda, mentre altre lavorano in cabaret e night club, così da poter mantenersi senza esser costrette per forza di cose a ricorrere alla prostituzione.
La tendenza per le Kathoey di esser parte normale dei programmi d'intrattenimento in TV, al cinema o nei media in generale, è un fatto piuttosto recente e s'accompagna alla sempre più ampia conoscenza dei diritti LGBT.